# Staten Island
Staten Island (prononcé en anglais : /ˌstæ.tən ˈaɪl.ənd/) est l'un des cinq arrondissements (en anglais : borough) de la ville de New York, les quatre autres étant Manhattan, Brooklyn, Queens et le Bronx. Situé au sud-ouest de la ville, il comprend la Staten Island ainsi que quelques autres îles mineures.
Il coïncide avec le comté de Richmond (en anglais : Richmond County, nommé ainsi par le roi Charles II d'Angleterre), découpage administratif de l'État de New York, qui ne fonctionne pas comme un comté à proprement parler puisqu'il n'a aucune autonomie et dépend entièrement de l'autorité municipale. Bien que troisième au regard de la superficie, Staten Island est l'arrondissement le moins urbain et le moins peuplé de la ville de New York. En 2017, sa population s'élève à 479 458 habitants.

## Histoire

### Habitants autochtones / Amérindiens
Comme dans une grande partie de l'Amérique du Nord, l'habitat humain est apparu sur l'île assez rapidement après la glaciation du Wisconsin. Les archéologues ont retrouvé des traces d'activité de la culture Clovis datant d'environ 14 000 ans. Ces traces ont été découvertes pour la première fois en 1917 dans la partie de l'île située à Charleston. Divers objets Clovis ont été découverts depuis lors, sur une propriété appartenant à Mobil Oil.
L'île a probablement été abandonnée plus tard, peut-être en raison de la disparition des grands mammifères sur l'île. Les premières traces d'établissement permanent et d'agriculture des Amérindiens remonteraient à environ 5 000 ans, bien que des traces d'habitat archaïque aient été trouvées en de nombreux endroits de l'île.
Les pointes de Rossville sont des pointes de flèches distinctes qui définissent une période culturelle amérindienne allant de la période archaïque à la période du Sylvicole précoce, datant d'environ 1500 à 100 ans avant Jésus-Christ. Elles doivent leur nom au quartier de Rossville à Staten Island, où elles ont été découvertes pour la première fois près de l'ancien bâtiment de la poste de Rossville.
Au moment du contact avec les Européens, l'île était habitée par la bande de Raritan de la division Unami des Lenape. En langue lénape, l'une des langues algonquiennes, Staten Island était appelée Aquehonga Manacknong, ce qui signifie "jusqu'à l'endroit des mauvais bois", ou Eghquhous, ce qui signifie "les mauvais bois". La région faisait partie de la patrie lénape connue sous le nom de Lenapehoking. Les colons anglais appelèrent plus tard les Lenape "Delaware" parce qu'ils habitaient les deux rives de ce que les Anglais appelèrent le fleuve Delaware.
L'île était jalonnée de sentiers pédestres amérindiens, dont l'un suivait le côté sud de la crête près du tracé des actuelles Richmond Road et Amboy Road. Les Lenape ne vivaient pas dans des campements fixes mais se déplaçaient au gré des saisons, pratiquant la culture sur brûlis. Les mollusques et crustacés constituaient la base de leur alimentation, notamment l'huître de l'Est (Crassostrea virginica), abondante dans les cours d'eau de la région de l'actuelle ville de New York. Les preuves de leur présence sont encore visibles dans les dépôts de coquillages le long du rivage dans la section de Tottenville, où l'on trouve parfois des coquilles d'huîtres de plus de 12 pouces (300 mm).
Burial Ridge, un cimetière Lenape situé sur une falaise surplombant la baie de Raritan à Tottenville, est l'un des plus grands cimetières pré-européen de la ville de New York. Des corps ont été déterrés à Burial Ridge à partir de 1858. Après avoir mené des recherches indépendantes, notamment en déterrant des corps enterrés sur le site, l'ethnologue et archéologue George H. Pepper a été engagé en 1895 par l'American Museum of Natural History pour mener des recherches archéologiques rémunérées à Burial Ridge. Aujourd'hui, le cimetière n'est pas marqué et se trouve dans le parc de Conference House.

### Colonie européenne

#### AuXVIesiècle, l'île est habitée par les tribus desAlgonquins
Le premier contact européen enregistré sur l'île a eu lieu en 1524 par l'explorateur italien Giovanni da Verrazzano, qui a traversé le goulet à bord du navire La Dauphine et a jeté l'ancre pour une nuit.
Les Néerlandais n'ont pas établi de colonie permanente sur Staaten Eylandt avant plusieurs décennies. Le premier à y établir un comptoir de commerce pour le compte de la Compagnie néerlandaise des Indes orientales est l'anglais Henry Hudson. Il nomme l'île Staaten Eylandt, d'après les États généraux des Provinces-Unies, qui sont à l'époque en insurrection contre le roi Philippe III d'Espagne. Son nom provient du Staten Generaal, le parlement de la République des Sept Pays-Bas unis. De 1639 à 1655, Cornelis Melyn et David de Vries ont tenté à trois reprises d'en établir une, mais à chaque fois, la colonie a été détruite lors de conflits entre les Néerlandais et la tribu locale. En 1661, la première colonie néerlandaise permanente a été établie à Oude Dorp (le « vieux village » en néerlandais) par un petit groupe de familles hollandaises, wallonnes et huguenotes françaises, juste au sud du goulet, près de la plage de South Beach. De nombreux huguenots français s'étaient rendus aux Pays-Bas en tant que réfugiés des guerres de religion en France, souffrant de persécutions pour leur foi protestante, et certains ont rejoint l'émigration vers les Nouveaux Pays-Bas. À un moment donné, près d'un tiers des habitants de l'île parlaient français. Le dernier vestige d'Oude Dorp est le nom du quartier actuel d'Old Town, adjacent à Old Town Road.
Staten Island n'est pas épargnée par l'effusion de sang qui culmine avec la guerre de Kieft. Au cours de l'été 1641 et en 1642, des tribus amérindiennes dévastèrent Old Town.
Jusqu'en 1661, aucune colonie ne peut s'y installer durablement, à cause des conflits avec les autochtones, puis en 1667 elle est cédée aux Anglais, qui l'occupent plus tard pendant toute la durée de la guerre d'indépendance. On y pratique alors une déforestation intensive. Puis avec l'avènement de l'indépendance les propriétaires anglais s'enfuient au Canada.

#### Comté de Richmond

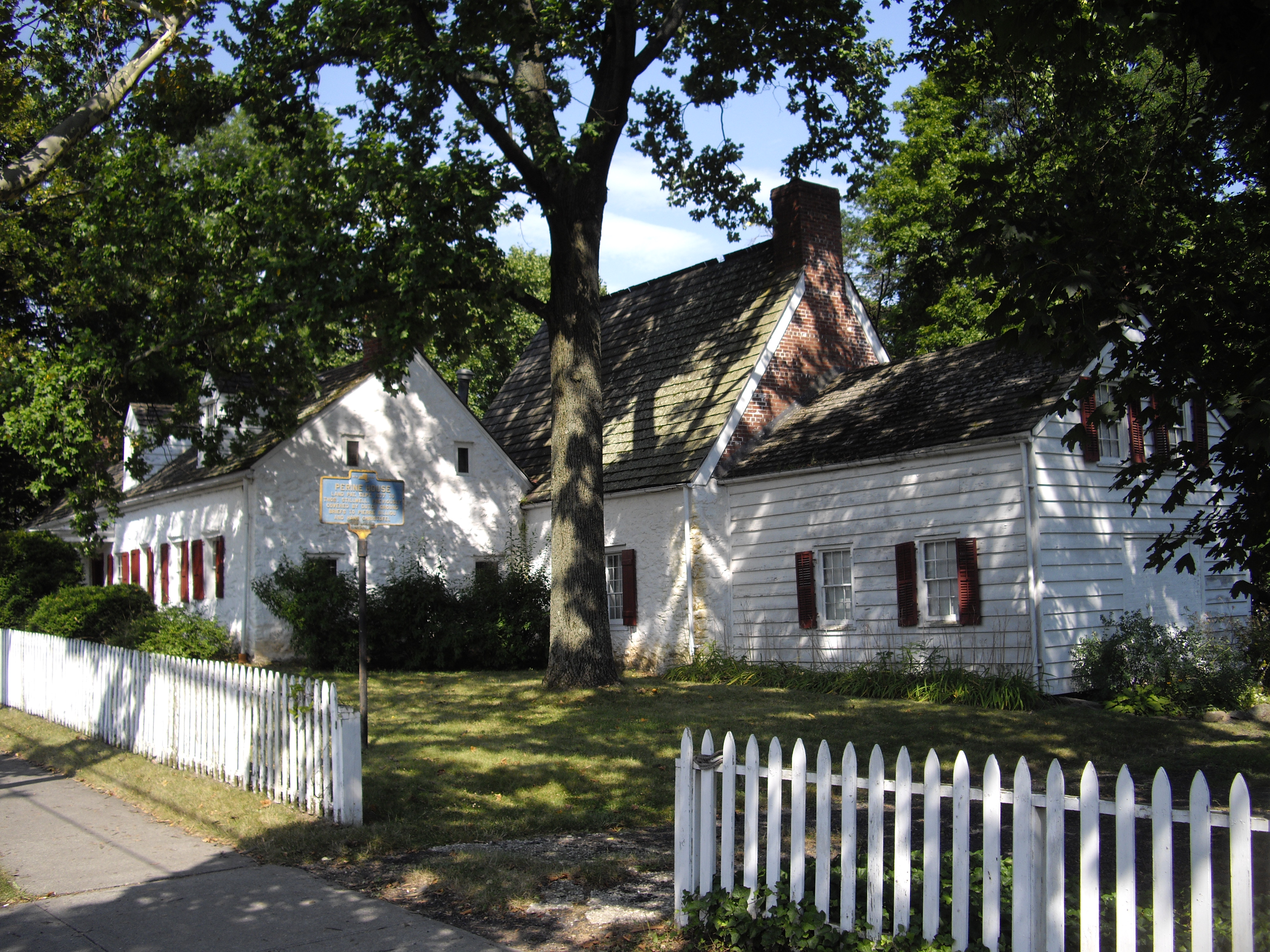
La maison Billiou-Stillwell-Perine, plus ancien bâtiment susbsistant de Staten Island, construit vers 1662.

À la fin de la deuxième guerre anglo-néerlandaise, en 1667, les Néerlandais ont cédé les Nouveaux Pays-Bas à l'Angleterre par le traité de Breda, et le Staaten Eylandt néerlandais, anglicisé en "Staten Island", a été intégré à la nouvelle colonie anglaise de New York.
En 1670, les Amérindiens ont cédé toutes leurs prétentions sur Staten Island aux Anglais dans un acte signé par le gouverneur Francis Lovelace. En 1671, afin d'encourager l'expansion des colonies hollandaises, les Anglais ont refait l'arpentage de Oude Dorp (qui est devenu "Old Town") et ont agrandi les lots le long de la côte vers le sud. Ces lots furent principalement occupés par des familles hollandaises et furent connus sous le nom de Nieuwe Dorp (signifiant "nouveau village"), qui fut plus tard anglicisé en New Dorp.
Le capitaine Christopher Billopp, après des années de service distingué dans la marine royale, arrive en Amérique en 1674 avec le nouveau gouverneur royal de New York et les Jerseys Sir Edmund Andros, à la tête d'une compagnie d'infanterie. L'année suivante, il s'installe à Staten Island, où il obtient un brevet pour 932 acres (3,8 km2) de terre. Selon une version d'une histoire souvent répétée mais apocryphe, les talents de marin du capitaine Billopp ont permis de rattacher Staten Island à New York plutôt qu'au New Jersey : l'île appartiendrait à New York si le capitaine pouvait en faire le tour en une journée, ce qu'il a fait. Cette histoire est très probablement fausse, en raison d'informations contradictoires sur le temps que Christopher Billopp a mis pour terminer la course et sur le fait qu'il ait reçu ou non un prix personnel. Le maire Michael Bloomberg a perpétué le mythe en y faisant référence lors d'une conférence de presse à Brooklyn le 20 février 2007. La documentation historique fiable sur cet événement est cependant extrêmement rare et la plupart des historiens concluent qu'il est entièrement apocryphe. En 2007, le New York Times a abordé la question dans un article qui concluait que cet événement avait été fortement enjolivé au fil des ans et provenait presque certainement du folklore local. Le youtubeur CGP Grey a abordé l'histoire de la course de Staten Island et ses divergences historiques dans une vidéo de 2019, dans laquelle il concluait que Gabriel Disosway, un chroniqueur local de Staten Island, était responsable de l'origine de la légende au milieu des années 1800.
En 1683, la colonie de New York est divisée en dix comtés. Dans le cadre de ce processus, Staten Island, ainsi que plusieurs petites îles voisines, furent désignées comme le comté de Richmond. Ce nom dérive du titre de Charles Lennox, 1er duc de Richmond, fils illégitime du roi Charles II.
En 1687 et 1688, les Anglais ont divisé l'île en quatre divisions administratives basées sur des caractéristiques naturelles : le domaine seigneurial de 5 100 acres (21 km2) du gouverneur colonial Thomas Dongan dans les collines du nord-est, connu sous le nom de "Lordship or Manor of Cassiltown", ainsi que les divisions du nord, du sud et de l'ouest. Ces divisions sont devenues plus tard les quatre villes de Castleton, Northfield, Southfield et Westfield. En 1698, la population était de 727 habitants.
Le gouvernement accordait des brevets fonciers par blocs rectangulaires de 80 acres (320 000 m2), les terres les plus convoitées étant situées le long du littoral et des voies navigables intérieures. En 1708, l'île entière avait été divisée de cette manière, créant 166 petites fermes et deux grands domaines seigneuriaux, le domaine de Dongan et une parcelle de 1 600 acres (6,5 km2) à l'extrémité sud-ouest de l'île appartenant à Christopher Billopp.

#### XVIIIesiècleet la révolution américaine
Le premier siège du comté est établi à New Dorp, dans ce qui s'appelait à l'époque Stony Brook ; en 1729, le siège du comté est déplacé dans le village de Richmond Town, situé à la source des Fresh Kills, près du centre de l'île. En 1771, la population de l'île s'élève à 2 847 habitants.
Lors de la révolution américaine, les habitants de Staten Island soutenaient fermement la Couronne et l'île a joué un rôle important dans la guerre d'Indépendance américaine. Le général George Washington a qualifié les habitants de l'île de "nos ennemis les plus invétérés".
Alors que le soutien à l'indépendance se répand dans les colonies, les habitants de l'île sont si peu intéressés qu'aucun représentant n'est envoyé au premier Congrès continental, le seul comté de New York à n'envoyer personne. Cette situation a eu des répercussions économiques dans les mois qui ont précédé 1776, lorsque des villes du New Jersey telles qu'Elizabethport, Woodbridge et Dover ont instauré un boycott des relations commerciales avec les habitants de l'île.
Le 17 mars 1776, les forces britanniques commandées par Sir William Howe évacuent Boston et font voile vers Halifax, en Nouvelle-Écosse. Depuis Halifax, Howe se prépare à attaquer la ville de New York, qui est alors entièrement constituée de l'extrémité sud de l'île de Manhattan. Le général George Washington dirige l'ensemble de l'armée continentale vers New York en prévision de l'attaque britannique. Howe utilise l'emplacement stratégique de Staten Island comme base de départ pour l'invasion.
Plus de 140 navires britanniques sont arrivés au cours de l'été 1776 et ont jeté l'ancre au large de Staten Island, à l'entrée du port de New York. Les soldats britanniques et les mercenaires hessois étaient environ 30 000. Howe établit son quartier général à New Dorp, à la taverne Rose and Crown, près de la jonction de l'actuelle New Dorp Lane et de Richmond Road. C'est là que les représentants du gouvernement britannique auraient reçu leur première notification de la Déclaration d'indépendance.
En août 1776, les forces britanniques traversèrent le goulet jusqu'à Brooklyn et débordèrent les forces américaines lors de la bataille de Long Island, ce qui permit aux Britanniques de prendre le contrôle du port et de s'emparer de la ville de New York peu de temps après. Trois semaines plus tard, le 11 septembre 1776, Lord Howe, frère de Sir William, reçut une délégation américaine composée de Benjamin Franklin, Edward Rutledge et John Adams à la Conference House, située à la pointe sud-ouest de l'île, sur l'ancien domaine de Christopher Billopp. Les Américains ont refusé une offre de paix de Howe en échange du retrait de la Déclaration d'indépendance, et la conférence s'est terminée sans accord.
Le 22 août 1777, la bataille de Staten Island oppose les forces britanniques à plusieurs compagnies du 2e régiment canadien qui combattent aux côtés d'autres compagnies américaines. La bataille n'est pas concluante, mais les deux camps font prisonniers plus d'une centaine de soldats. Les Américains se retirent finalement.
Au début de l'année 1780, alors que le Kill Van Kull est gelé, Lord Stirling mène un raid patriote infructueux depuis le New Jersey sur la côte ouest de Staten Island. Il est repoussé en partie par les troupes du commandant britannique Francis Rawdon-Hastings, 1er marquis de Hastings.
En juin 1780, Wilhelm von Knyphausen, commandant des auxiliaires hessois de la Grande-Bretagne, mena de nombreux raids et un assaut complet dans le New Jersey à partir de Staten Island dans le but de vaincre George Washington et l'armée continentale. Bien que les raids soient couronnés de succès dans les régions de Newark et d'Elizabeth, l'avancée est stoppée à Connecticut Farms et à la bataille de Springfield.
Les forces britanniques restent sur Staten Island jusqu'à la fin de la guerre. La plupart des Patriotes s'enfuient après l'occupation britannique, et le sentiment de ceux qui restent est majoritairement loyaliste. Malgré cela, les habitants de l'île trouvèrent qu'il était très difficile de soutenir les troupes. L'armée britannique a installé son quartier général dans des quartiers tels que Bulls Head. De nombreux bâtiments et églises ont été détruits pour leurs matériaux, et la demande de ressources de l'armée a entraîné une vaste déforestation à la fin de la guerre. L'armée britannique utilisa à nouveau l'île comme terrain de rassemblement pour l'évacuation finale de la ville de New York le 5 décembre 1783. Après leur départ, de nombreux propriétaires terriens loyalistes, tels que Christopher Billop, la famille de l'historien canadien Peter Fisher, John Dunn, qui a fondé St. Andrews, au Nouveau-Brunswick, et Abraham Jones, se sont enfuis au Canada, et leurs domaines ont été subdivisés et vendus.
Staten Island fut occupée par les Britanniques plus longtemps que n'importe quelle autre partie des Treize Colonies.
L'île est au XVIIIe siècle un lieu d'émigration des Huguenots français conduits par Daniel Perrin, dit le Huguenot et qui s'établissent dans l'île. Ils laissent le nom de leur communauté religieuse au quartier Huguenot, une avenue, un parc et une station de la ligne de chemin de fer Staten Island Railway.

#### XIXesiècle
Le 4 juillet 1827, la fin de l'esclavage dans l'État de New York a été célébrée au Swan Hotel, à West Brighton. Les chambres de l'hôtel ont été réservées des mois à l'avance, les abolitionnistes locaux, y compris d'éminents Noirs libres, se préparant aux festivités. Discours, spectacles, pique-niques et feux d'artifice ont marqué la célébration, qui a duré deux jours.
Au début du XIXe siècle, le New Jersey et New York se disputent l'emplacement de leur frontière maritime. Les chartes originales ne sont d'aucune utilité car elles sont formulées de manière ambiguë. New York soutenait que la limite orientale du New Jersey était située sur le rivage de l'Hudson à marée haute, ce qui lui donnait le contrôle de tous les quais et docks. Le New Jersey soutient que la frontière maritime doit se situer au milieu de l'Hudson et se poursuivre jusqu'à l'océan Atlantique, ce qui lui donne le contrôle des quais et des débarcadères ainsi que de Staten Island. Le vice-président Martin Van Buren négocie un compromis qui établit la frontière maritime au milieu de l'Hudson et donne Staten Island à New York. Ellis Island et Bedloe's Island, toutes deux inhabitées à l'époque, passent également sous le contrôle du New Jersey.
De 1800 à 1858, lors de la guerre de quarantaine, Staten Island accueille le plus grand centre des États-Unis. En 1858, des habitants en colère incendient l'enceinte de l'hôpital lors d'une série d'attaques connues sous le nom de Guerre de quarantaine de Staten Island.
En 1860, des parties de Castleton et de Southfield sont transformées en une nouvelle ville, Middletown. Le village de New Brighton dans la ville de Castleton est constitué en 1866 et, en 1872, le village de New Brighton annexe tout le reste de la ville de Castleton et devient coïncident avec la ville.
En 1887, un mouvement visant à incorporer Staten Island en tant que ville n'aboutit à rien.
Comme les autres arrondissements (boroughs), Staten Island est intégrée dans la ville de New York en 1898.

#### Staten Island dans la ville de New-York
Les villes de Staten Island ont été dissoutes en 1898 lors de la consolidation de la ville du Grand New York, le comté de Richmond devenant l'un des cinq arrondissements de la ville élargie. Bien qu'il ait été intégré à la ville du Grand New York en 1898, le shérif du comté de Staten Island a conservé le contrôle du système carcéral, contrairement aux autres arrondissements, qui ont progressivement transféré le contrôle des prisons au Department of Correction (ministère de la Justice). Le système pénitentiaire n'a été transféré que le 1er janvier 1942. Staten Island est le seul arrondissement à ne pas avoir de centre de détention majeur du New York City.
La construction du pont Verrazzano-Narrows, ainsi que des trois autres grands ponts de Staten Island, a permis aux navetteurs et aux touristes de se rendre du New Jersey à Brooklyn, Manhattan et dans les régions plus à l'est de Long Island. Le réseau d'autoroutes qui passe entre les ponts a effectivement découpé de nombreux vieux quartiers de Staten Island. Le pont a ouvert de nombreuses zones de l'arrondissement au développement résidentiel et commercial à partir des années 1960, en particulier dans les parties centrale et méridionale de l'arrondissement, qui étaient largement sous-développées. La population de Staten Island a doublé, passant de 221 991 habitants en 1960 à 443 728 en 2000, mais Staten Island est restée moins développée que le reste de la ville. En 1972, un article du New York Times indiquait que, bien que l'arrondissement compte 333 000 habitants, certaines parties de l'île conservaient une atmosphère bucolique, avec des bois et des marais.
L'arrondissement de Staten Island est resté assez rural jusqu'à l'ouverture du pont Verrazzano-Narrows en 1964, lorsque son statut insulaire s'est transformé en celui de banlieue à fort développement urbain. Jusqu'à cette époque, on pouvait encore y trouver des fermes d'élevage de volaille et de vaches laitières, ce qui provoquait parfois une certaine forme d'humour de la part des habitants des autres arrondissements. À la fin des années 1960, s'élèvent plusieurs querelles sur les questions environnementales et la préservation de la nature. Depuis, on a aménagé dans les collines du centre de l'île une série de parcs publics, bien reliés par des chemins de randonnée (la Greenbelt).
Tout au long des années 1980, un mouvement visant à se séparer de la ville n'a cessé de gagner en popularité, notamment sous l'impulsion du sénateur de l'État de New York et ancien candidat républicain à la mairie, John J. Marchi. La campagne a atteint son apogée pendant le mandat de David Dinkins (1990-1993), après que la Cour suprême des États-Unis a invalidé le New York City Board of Estimate, qui avait accordé une représentation égale aux cinq arrondissements. M. Dinkins et la municipalité se sont opposés à un référendum non contraignant sur la sécession, estimant que l'État ne devait pas autoriser le vote à moins que la ville n'émette un message de soutien, ce qu'elle n'a pas fait. Le gouverneur Mario Cuomo n'était pas d'accord et le vote a eu lieu en 1993. En fin de compte, 65 % des habitants de Staten Island ont voté en faveur de la sécession, par l'approbation d'une nouvelle charte municipale faisant de Staten Island une ville indépendante, mais la mise en œuvre a été bloquée à l'Assemblée de l'État,.
Dans les années 1980, la marine américaine disposait d'une base sur Staten Island, appelée Naval Station New York. Elle comprenait deux sections : un port d'attache stratégique à Stapleton et une section plus importante près de Fort Wadsworth, où le pont Verrazzano-Narrows pénètre dans l'île. La base a été fermée en 1994 dans le cadre du processus de réalignement et de fermeture des bases, en raison de sa petite taille et des coûts liés à l'installation du personnel sur place.
L'île abrite depuis la deuxième moitié du XXe siècle le plus important site d'enfouissement des déchets de New York (le Fresh Kills Landfill), fermé début 2001 pour son excessive production de méthane (la plus importante du monde), mais rouvert la même année pour y entreposer les débris du World Trade Center avant d'être de nouveau fermé en 2002 sous l'impulsion de Rudy Giuliani pour y aménager un grand parc.

## Géologie
Au cours de l'ère paléozoïque, la plaque tectonique contenant le continent Laurentia et la plaque contenant le continent Gondwana convergeaient, l'océan Iapétus qui séparait les deux continents s'est progressivement refermé, et la collision entre les plaques qui en a résulté a formé les Appalaches. Au cours des premières étapes de cette construction montagneuse, connue sous le nom d'orogenèse taconique, un morceau de croûte océanique provenant de l'océan Iapétus s'est détaché et s'est incorporé à la zone de collision, formant aujourd'hui les strates rocheuses les plus anciennes de Staten Island, la serpentinite.
Cette strate du Paléozoïque inférieur (âgée d'environ 430 millions d'années) est principalement constituée de minéraux de serpentine, d'antigorite, de chrysotile et de lizardite ; elle contient également de l'amiante et du talc. À la fin de l'ère paléozoïque (248 millions d'années), toutes les grandes masses continentales ont été réunies pour former le supercontinent de la Pangée.
Le filon-couche des Palissades a été désigné National Natural Landmark, étant "le meilleur exemple d'un épais filon-couche de diabase aux États-Unis". Il sous-tend une partie du nord-ouest de Staten Island, avec un affleurement visible à Travis, près de Travis Road, dans le William T. Davis Wildlife Refuge. Il s'agit de la même formation qui apparaît dans le New Jersey et dans le nord de l'État de New York, le long de la rivière Hudson, dans le Palisades Interstate Park. Le seuil s'étend vers le sud au-delà des falaises de Jersey City, sous le port de New York supérieur, et refait surface sur Staten Island. Le seuil des Palissades date du Jurassique inférieur, il y a 192 à 186 millions d'années.
Staten Island s'est trouvée à l'extrémité sud de plusieurs périodes de glaciation. La plus récente, la glaciation du Wisconsin, s'est terminée il y a environ 12 000 ans. L'accumulation de roches et de sédiments déposés à l'extrémité du glacier est connue sous le nom de moraine terminale présente le long de la partie centrale de l'île. Les traces de ces périodes glaciaires sont visibles dans les zones boisées restantes de Staten Island sous la forme d'erratiques glaciaires et d'étangs de kettle.
Lors du retrait de la calotte glaciaire, Staten Island était reliée par voie terrestre à Long Island, les Narrows ne s'étant pas encore formés. Selon les calculs des géologues, le cours du fleuve Hudson passait alternativement par le cours actuel du fleuve Raritan, au sud de l'île, ou par les actuelles baie de Flushing et baie de Jamaïque.

## Géographie

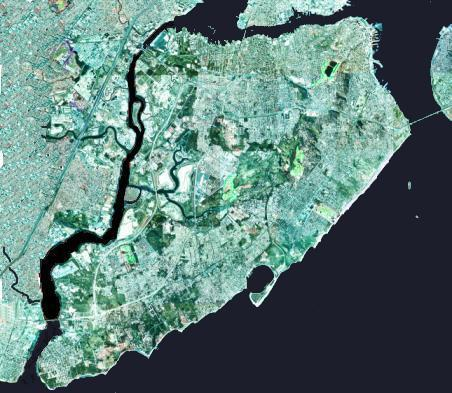
Photographie satellite de Staten Island.

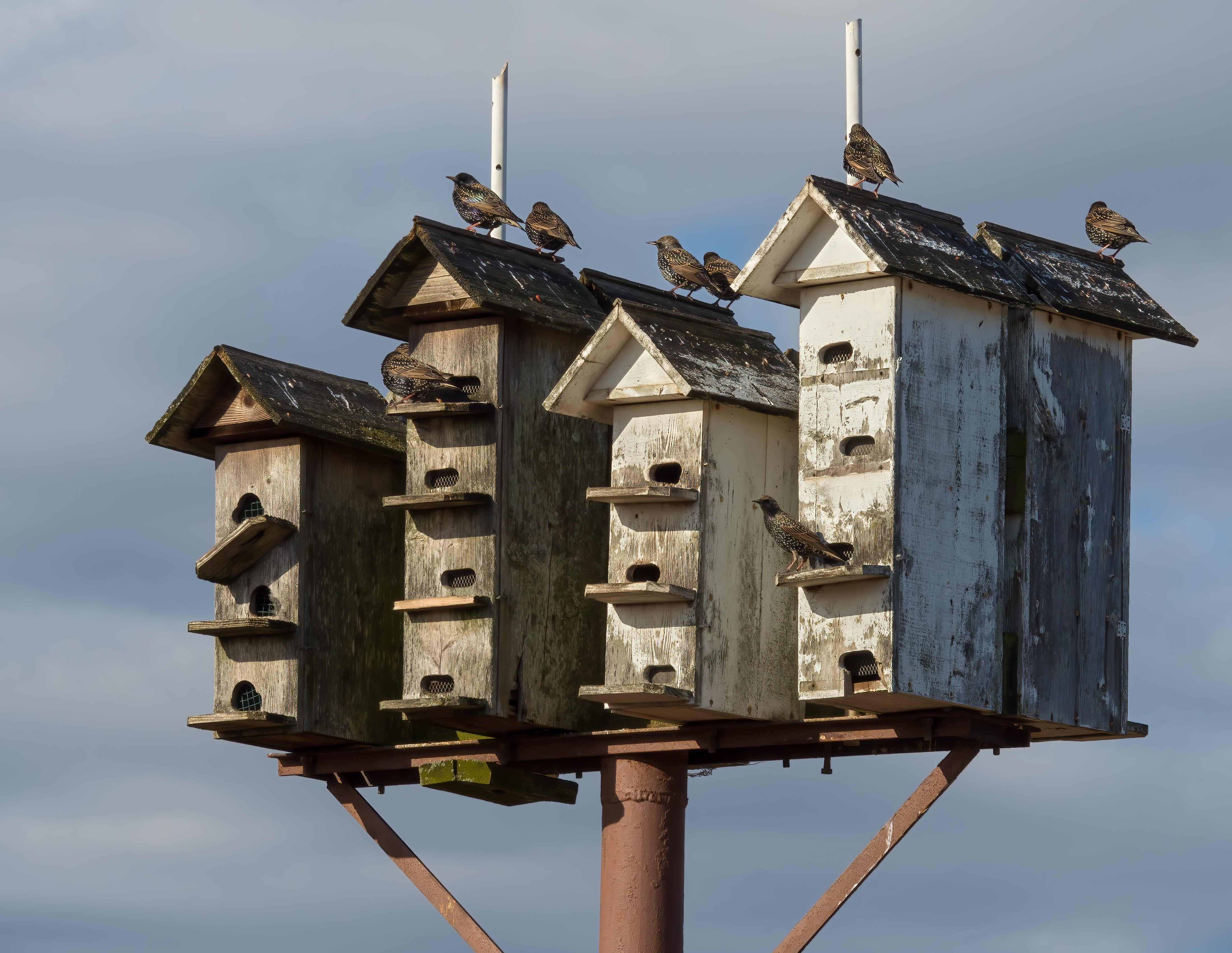
Un nichoir à oiseaux, à Lemon Creek Park, Staten Island. Il est fréquenté surtout par des étourneaux sansonnets. Décembre 2018.

L'île de Staten Island constitue la partie sud-ouest de la ville de New York, dont elle est séparée par la Upper New York Bay, The Narrows et la Lower New York Bay. Les détroits de Kill Van Kull et de Arthur Kill, ainsi que la baie de Raritan, l'isolent respectivement du territoire du New Jersey, au nord, à l'est et au sud.
Selon le Bureau du recensement des États-Unis, la superficie de Staten Island est de 265 km2, dont 152 km2 de terres émergées et 114 km2 d'eau (43 %). C'est le troisième plus petit comté de New York par sa superficie et le quatrième par sa superficie totale.
Bien que Staten Island soit un arrondissement de la ville de New York, l'île fait géographiquement partie du New Jersey. Staten Island est séparée de Long Island par les Narrows et de la partie continentale du New Jersey par Arthur Kill et Kill Van Kull. Staten Island est située au centre de la baie de New York, un coude prononcé du littoral entre le New Jersey et Long Island. La région est considérée comme vulnérable à l'élévation du niveau de la mer. Le 29 octobre 2012, l'île a subi de graves dommages, des pertes humaines et la destruction de nombreuses maisons lors de l'ouragan Sandy,.
Staten Island est clairement divisée en deux, North Shore, au nord de la Staten Island Expressway (Interstate 278), et South Shore, au sud de l'autoroute.
Comme district de New York, Staten Island comprend aussi, outre l'île de Staten Island, cinq autres petites îles inhabitées :
- Isle of Meadows (dans la rivière Fresh Kills)
- île Pralls (dans la rivière Arthur Kill)
- île Shooters (dans la baie de Newark)
- île Swinburne (dans la Lower New York Bay)
- île Hoffman (dans la Lower New York Bay).

Son point culminant est Todt Hill (en) à 125 mètres d'altitude, qui est également le point culminant pour l'ensemble de la ville de New York. Il est aussi le point le plus élevé de la plaine côtière atlantique au sud de Great Blue Hill dans le Massachusetts et le point le plus élevé de la côte proprement dite au sud des Camden Hills dans le Maine. Ward's Point, dans le quartier de Tottenville, est le point le plus méridional de l'État de New York.
Staten Island est le seul arrondissement de la ville de New York qui ne partage pas de frontière terrestre avec un autre arrondissement (Marble Hill à Manhattan est contigu au Bronx). L'arrondissement a une frontière terrestre avec Elizabeth et Bayonne, dans le New Jersey, sur l'île inhabitée de Shooters Island.

### Faune et flore
Staten Island abrite une population importante et diversifiée d'animaux sauvages. Les animaux sauvages que l'on trouve sur Staten Island comprennent le cerf de Virginie (dont la population est passée de 24 en 2008 à 2 000 en 2017 en raison de l'interdiction de la chasse et de l'absence de prédateurs), ainsi que des centaines d'espèces d'oiseaux, dont le pygargue à tête blanche, le dindon, les faucons, les aigrettes et les faisans à collier. Staten Island abrite des limules de l'Atlantique, des lapins à queue blanche, des opossums, des ratons laveurs, des couleuvres, des tortues à oreilles rouges, des tritons, des grenouilles de printemps, des grenouilles léopard, des renards, des tortues-boîtes, des moufettes, des tortues serpentines et des tortues serpentines communes.

### Parcs
Staten Island comprend des milliers d'hectares de parcs fédéraux, d'État et locaux, notamment les systèmes de parcs de la "ceinture verte" et de la "ceinture bleue" et la Gateway National Recreation Area, ainsi que des centaines d'hectares de zones boisées privées. Le Service des parcs nationaux emploie à plein temps des pompiers qui patrouillent sur les sites de Staten Island à bord de camions-balais spécialisés dans la lutte contre les incendies.
Les parcs de Staten Island sont gérés par divers organismes étatiques, fédéraux et locaux.
Cinq sites font partie de la Gateway National Recreation Area, qui s'étend sur 110 km2 et qui est gérée par le Service des parcs nationaux des États-Unis et patrouillée par la police des parcs des États-Unis :
- Parc de Great Kills
- Miller Field
- Fort Wadsworth
- Hoffman Island
- Swinburne Island

Deux parcs de l'État de New York sont gérés par le New York State Office of Parks, Recreation and Historic Preservation :
- Mount Loretto Unique Area
- Réserve du parc d'État de Clay Pit Ponds

Des agents de la police des parcs de l'État de New York patrouillent dans ces parcs et dans les rues avoisinantes.
359 acres (145 ha) de forêts d'État, de zones de gestion de la faune sauvage et de zones humides sont gérées par le Département de la conservation de l'environnement de l'État de New York :
- Bois de Saint Francis
- Bois de Butler Manor
- Bois d'Arden Heights
- Bois de Todt Hill
- Forêt d'État de North Mount Loretto
- Lemon Creek Tidal Wetland Wildlife Management Area (zone de gestion de la faune et de la flore)
- Zone de gestion de la faune et de la flore de la zone humide de Blosers
- Zone humide de Goethal Pond
- Zone humide à marée de Bridge Creek
- Zone humide à marée de Old Place Creek
- Zone humide d'Oakwood Beach
- Zone de ressources naturelles du littoral de Sharrots
- Zone humide de Sawmill Creek

Les 359 acres (145 ha) de terres du Département de la conservation de l'environnement de l'État de New York (NYS Department of Environmental Conservation) réparties sur toute l'île sont patrouillées par des policiers du Département de la conservation de l'environnement de l'État de New York et par un garde forestier du NYS DEC, qui a la double tâche de faire respecter la loi et d'éteindre les incendies.
Le département des parcs et des loisirs de la ville de New York gère 156 parcs, dont les suivants :
- Conference House Park
- Willowbrook Park
- Graniteville Quarry Park
- Silver Lake Park
- Clove Lakes Park

La décharge de Fresh Kills était la plus grande décharge du monde avant sa fermeture en 2001, bien qu'elle ait été temporairement rouverte cette année-là pour recevoir les débris des attentats du 11 septembre. La décharge est en train d'être réaménagée en Freshkills Park, une zone consacrée à la restauration de l'habitat. Une fois achevé, le parc deviendra le deuxième plus grand parc public de la ville de New York.

## Démographie
Composition ethno-raciale en 2010, :
- Blancs non hispaniques (64 %)
- Hispaniques et Latinos (16,1 %)
- Asiatiques (7,4 %)
- Noirs (9,5 %)
- Métis (2,6 %)
- Autres (0,3 %)

### Langues
| Langues            | Staten Island | New York | États-Unis |
| ------------------ | ------------- | -------- | ---------- |
| Anglais            | 69,57 %       | 50,96 %  | 78,95 %    |
| Espagnol           | 10,44 %       | 24,56 %  | 13,05 %    |
| Russe              | 3,46 %        | 2,49 %   | 0,30 %     |
| Chinois            | 2,58 %        | 5,92 %   | 1,05 %     |
| Italien            | 2,55 %        | 1,00 %   | 0,22 %     |
| Arabe              | 1,49 %        | 0,80 %   | 0,35 %     |
| Polonais           | 1,02 %        | 0,70 %   | 0,19 %     |
| Tagalog            | 0,83 %        | 0,64 %   | 0,56 %     |
| Coréen             | 0,75 %        | 0,97 %   | 0,38 %     |
| Ourdou             | 0,65 %        | 0,60 %   | 0,14 %     |
| Langues africaines | 0,55 %        | 1,07 %   | 0,33 %     |
| Français           | 0,38 %        | 1,11 %   | 0,43 %     |
| Grec               | 0,35 %        | 0,54 %   | 0,10 %     |
| Hindi              | 0,35 %        | 0,41 %   | 0,24 %     |
| Hébreu             | 0,30 %        | 0,59 %   | 0,07 %     |
| Serbo-croate       | 0,25 %        | 0,22 %   | 0,09 %     |
| Autres             | 4,48%         | 7,42%    | 3,55 %     |

Selon les estimations de 2018, 22,2 % des résidents sont nés à l'étranger. 11,9 % des résidents vivent sous le seuil de pauvreté, soit le taux le plus bas des cinq arrondissements. Le revenu moyen par habitant est de 33 922 $, tandis que le revenu médian des ménages est de 76 244 $. Il y a 181 199 unités de logement, avec un taux d'occupation par le propriétaire de 69,5 %, le plus élevé des cinq boroughs, ainsi qu'une valeur médiane de 460 200 $. Il y a 166 150 ménages, avec 2,82 personnes par ménage.
Lors du recensement de 2010, 468 730 personnes vivaient à Staten Island, soit une augmentation de 5,6 % depuis le recensement de 2000. Staten Island est le seul arrondissement de la ville de New York à avoir une majorité de Blancs non hispaniques. Selon le recensement de 2010, 64,0 % de la population était composée de Blancs non hispaniques, contre 79 % en 1990, 10,6 % de Noirs ou d'Afro-Américains, 0,4 % d'Indiens d'Amérique et d'autochtones d'Alaska, 7,5 % d'Asiatiques, 0,2 % d'une autre ethnie (non hispanique) et 2,6 % de personnes appartenant à deux ethnies ou plus. 17,3 % de la population de Staten Island était d'origine hispanique ou latino (toutes ethnies confondues).
En 2009, environ 20,0 % de la population était née à l'étranger, et 1,8 % de la population était née à Porto Rico, dans des îles américaines ou à l'étranger de parents américains. Environ 28,6 % de la population âgée de plus de cinq ans parlait une langue autre que l'anglais à la maison, et 27,3 % de la population âgée de plus de vingt-cinq ans était titulaire d'une licence ou d'un diplôme supérieur.
Selon l'American Community Survey de 2009, la population de l'arrondissement était composée de 75,7 % de Blancs (65,8 % de Blancs non hispaniques uniquement), de 10,2 % de Noirs ou d'Afro-Américains (9,6 % de Noirs ou d'Afro-Américains non hispaniques uniquement), de 0,2 % d'Amérindiens et d'autochtones de l'Alaska, de 7,4 % d'Asiatiques, de 0,0 % d'Hawaïens natifs et autres insulaires du Pacifique, de 4,6 % de personnes d'une autre ethnie et de 1,9 % de personnes appartenant à deux ethnies ou plus. Les Hispaniques ou Latinos de toute ethnie représentaient 15,9 % de la population.
Selon l'enquête, les dix principales ascendances européennes sont les suivantes :
- Italien : 33,7
- Irlandais : 14,2
- Allemands : 5,7
- Russe : 3,8
- Polonais : 3.4%
- Albanais : 1,9
- Anglais : 1.6%
- Ukrainien : 1,3
- Norvégien : 1,0
- Grec : 1,0%

L'arrondissement compte la plus forte proportion d'Italo-Américains de tous les comtés des États-Unis. Il existe une importante communauté juive, principalement dans le quartier de Willowbrook. Depuis le recensement de 2000, une importante communauté russe s'est développée à Staten Island, en particulier dans les quartiers de Rossville, South Beach et Great Kills. Il existe également une importante communauté polonaise, principalement dans les zones de South Beach et Midland Beach, ainsi qu'une importante communauté sri-lankaise à Staten Island, concentrée principalement sur Victory Boulevard, à la pointe nord-est de Staten Island, en direction de St. Le Little Sri Lanka, dans le quartier de Tompkinsville, est l'une des plus grandes communautés sri-lankaises en dehors du Sri Lanka. L'île abrite plus de Libériens que n'importe où ailleurs au Libéria et a accueilli trois chefs d'État libériens : David D. Kpormakpor, Ruth Perry et George Weah. L'arrondissement abrite également une communauté indigène mexicaine américaine de langue chinanteco.
La plupart des Afro-américains et des Hispaniques de l'arrondissement vivent au nord de la Staten Island Expressway, ou Interstate 278. En termes de religion, la population de l'arrondissement est majoritairement catholique, avec un pic de près de 60 % lors du recensement de 2000. La communauté juive est légèrement moins nombreuse que dans d'autres parties de la région métropolitaine de New York.
Selon l'American Community Survey de 2009, le revenu médian d'un ménage était de 55 039 $ et le revenu médian d'une famille était de 64 333 $. Les hommes ont un revenu médian de 50 081 $ contre 35 914 $ pour les femmes. Le revenu par habitant de l'arrondissement était de 23 905 $. Environ 7,9 % des familles et 10,0 % de la population se situaient sous le seuil de pauvreté, dont 13,2 % des moins de 18 ans et 9,9 % des 65 ans et plus.
Si chaque arrondissement était classé comme une ville à part entière, Staten Island serait la 44e ville la plus peuplée des États-Unis.

## Politique et administration
| Année | Républicain      | Démocrate       |
| ----- | ---------------- | --------------- |
| 1960  | 56,5 % - 38 673  | 43,4 % - 50 356 |
| 1964  | 45,5 % - 42 330  | 54,4 % - 50 524 |
| 1968  | 55,3 % - 54 631  | 35,2 % - 34 770 |
| 1972  | 74,2 % - 84 686  | 25,6 % - 29 241 |
| 1976  | 54,1 % - 56 995  | 45,4 % - 47 867 |
| 1980  | 58,6 % - 64 885  | 33,7 % - 37 306 |
| 1984  | 65,1 % - 83 187  | 34,7 % - 44 345 |
| 1988  | 61,5 % - 77 427  | 38,0 % - 47 812 |
| 1992  | 47,9 % - 70 707  | 38,5 % - 56 901 |
| 1996  | 40,8 % - 52 207  | 50,5 % - 64 684 |
| 2000  | 45,0 % - 63 903  | 51,9 % - 73 828 |
| 2004  | 56,4 % - 90 325  | 42,7 % - 68 448 |
| 2008  | 52,4 % - 80 853  | 47,4 % - 73 192 |
| 2012  | 48,2 % - 74 222  | 50,8 % - 78 178 |
| 2016  | 56,1 % - 101 437 | 41,0 % - 74 143 |
| 2020  | 56,9 % - 123 320 | 42,0 % - 90 997 |

### Historique
Depuis la consolidation de la ville de New York en 1898, Staten Island est régie par la Charte de la ville de New York, qui prévoit un système maire-conseil "fort". Le gouvernement centralisé de la ville de New York est responsable de l'éducation publique, des institutions correctionnelles, des bibliothèques, de la sécurité publique, des installations récréatives, de l'assainissement, de l'approvisionnement en eau et des services sociaux sur Staten Island.
La fonction de président d'arrondissement a été créée lors de la consolidation de 1898 afin d'équilibrer la centralisation et l'autorité locale. Chaque président d'arrondissement jouait un rôle administratif puissant, car il disposait d'un droit de vote au sein du New York City Board of Estimate, qui était chargé de créer et d'approuver le budget de la ville et les propositions relatives à l'utilisation des sols.
Le bureau du président de l'arrondissement est devenu le point de convergence des opinions sur la guerre du Viêt Nam lorsque l'ancien agent de renseignement et militant pacifiste Ed Murphy s'est présenté aux élections en 1973, sous l'égide de l'Association démocratique de Staten Island. Le statut d'ancien combattant de Murphy a détourné les attaques traditionnelles de la droite contre les libéraux, et la campagne a facilité l'émergence d'une politique plus libérale à Staten Island. Dans l'affaire Board of Estimate of City of New York v. Morris en1989, la Cour suprême des États-Unis a déclaré le Board of Estimate inconstitutionnel au motif que Brooklyn, l'arrondissement le plus peuplé, n'était pas mieux représenté au sein du conseil que Staten Island, l'arrondissement le moins peuplé, ce qui constituait une violation de la clause d'égale protection du quatorzième amendement, conformément à la décision "un homme, une voix" prise par la Haute Cour en 1964.
Depuis 1990, le président de l'arrondissement se fait l'avocat de l'arrondissement auprès des agences du maire, du conseil municipal, du gouvernement de l'État de New York et des entreprises. Le président de l'arrondissement de Staten Island est Vito Fossella, un républicain qui a été élu en novembre 2021. Fossella est le seul président d'arrondissement républicain de la ville de New York.

### Drapeau de Staten Island
Le drapeau de Staten Island utilise l'ancien sceau de l'arrondissement comme drapeau.

### Organisation et politique

#### Organisation
Staten Island est l'un des cinq arrondissements (Borough) de la ville de New York. L'administration municipale de New York est divisée en branches exécutive et législative. Le maire de New York (Mayor of New York) est le chef du pouvoir exécutif tandis que le conseil municipal de New York (New York City Council) représente le pouvoir législatif.
Chacun des 5 arrondissements qui composent la ville est représenté par un Borough President. Il s'agit d'un poste représentatif aux pouvoirs très limités, qui consiste essentiellement à conseiller le maire à propos du budget et des problèmes relatifs à un borough en particulier.

#### Politique générale
Des cinq arrondissements new-yorkais, Staten Island est considéré comme le plus blanc et le plus conservateur. Il est en effet le seul à voter régulièrement pour les candidats du Parti républicain. Le nord de l'île est cependant plus divers et davantage favorable aux démocrates, notamment autour du terminal du ferry de Staten Island.
Bien qu'en 2005, 44,7 % des électeurs inscrits dans l'arrondissement étaient démocrates et 30,6 % républicains, le Parti républicain détient la majorité des fonctions publiques locales. Staten Island est la base du parti républicain de la ville de New York pour les élections municipales.
Le principal clivage politique dans l'arrondissement est délimité par l'autoroute de Staten Island ; les zones situées au nord de l'autoroute ont tendance à être plus libérales, tandis que celles situées au sud ont tendance à être plus conservatrices. Les programmes des partis locaux sont axés sur le logement abordable, l'éducation et l'ordre public. Deux des trois membres du conseil municipal de Staten Island sont républicains, dont le commentateur conservateur Joe Borelli.
Lors des élections nationales, Staten Island est un comté à tendance républicaine. Depuis 1940, Staten Island n'a voté que quatre fois pour un candidat démocrate à l'élection présidentielle : en 1964, 1996, 2000 et 2012. Lors de l'élection présidentielle de 2004, le républicain George W. Bush a obtenu 56 % des voix à Staten Island et le démocrate John Kerry 43 %. En revanche, Kerry a devancé Bush dans les quatre autres arrondissements de la ville de New York avec une marge cumulée de 77 % contre 22 %. Lors de l'élection présidentielle de 2008, le républicain John McCain a remporté 52 % des voix dans l'arrondissement, contre 48 % pour le démocrate Barack Obama. En 2012, l'arrondissement a basculé et a été remporté par le démocrate sortant Barack Obama, qui a obtenu 51 % des voix contre 48 % pour le républicain Mitt Romney. L'arrondissement devient ainsi l'une des rares régions du pays où Barack Obama progresse par rapport à 2008.
Les gains du Parti démocrate sur l'île dans les années 2010 se sont avérés éphémères.
En 2016, le républicain Donald Trump a remporté Staten Island avec 15,1 % des voix, soit la plus grande marge d'un candidat à la présidence depuis 1988. Avec 56,1 % des voix sur l'ensemble de l'île, M. Trump est devenu le premier candidat à la présidence à obtenir plus de 100 000 voix sur Staten Island. L'arrondissement est resté républicain le jour de l'élection de 2020, avec 56,9 % - un record de plus de 123 000 voix - pour réélire le président sortant Donald Trump. Lors des deux élections, Staten Island a été le seul arrondissement où Trump a obtenu au moins 30 % des voix.
Chacun des cinq comtés de la ville (coïncidant avec chaque arrondissement) dispose de son propre système de tribunaux pénaux et de son District Attorney, le procureur général, qui est directement élu par le vote populaire. Michael McMahon, un démocrate conservateur, est l'actuel procureur.
Staten Island compte trois membres du conseil municipal, le plus petit nombre parmi les cinq arrondissements. En 2019, la délégation du conseil municipal de l'île comprend deux républicains et un démocrate.
L'arrondissement compte également trois districts administratifs, chacun desservi par un Community Board local. Les Community Boards sont des organes représentatifs qui traitent les plaintes et défendent les intérêts des résidents locaux. Lors des élections municipales de 2009, Staten Island a élu son premier élu noir, Debi Rose, qui a battu le démocrate sortant au conseil municipal de North Shore lors d'une élection primaire et a ensuite remporté l'élection générale.
Staten Island se trouve entièrement dans la 11e circonscription congressionnelle de New York, qui comprend également une partie du sud-ouest de Brooklyn. Elle est actuellement représentée par une républicaine, Nicole Malliotakis, qui a été élue en 2020. Le 11e district était représenté par le démocrate Max Rose, jusqu'à ce que Malliotakis le batte 53,1 % contre 46,8 %.

#### Politique locale
La représentation de Staten Island à l'assemblée de l'État compte un démocrate et trois républicains. Les 62e, 63e, et 64e districts sont représentés par les républicains Michael Reilly, Sam Pirozzolo et Michael Tannousis. Le 61e district a un élu démocrate, Charles Fall. Staten Island est divisée en deux districts du Sénat de l'État. La majeure partie de l'île était représentée par le républicain John J. Marchi, le législateur ayant eu le plus long mandat dans l'histoire de l'État, mais elle est désormais représentée par le républicain Andrew Lanza, tandis que le North Shore appartient au district de la démocrate Jessica Scarcella-Spanton. En 2018, Matthew Titone, un démocrate qui était à l'époque membre de l'Assemblée de l'État de New York pour le 61e district, a été élu Surrogate Judge pour le comté de Richmond, qui couvre l'ensemble de Staten Island. Charles Fall, également démocrate et premier Afro-Américain élu à l'Assemblée depuis Staten Island, lui a succédé.
Jusqu'en 2009, Staten Island faisait partie, avec Brooklyn, du 2e district judiciaire de l'État de New York. Cette année-là, Staten Island a obtenu son indépendance judiciaire grâce à la signature d'une nouvelle loi créant le 13e district judiciaire de l'État de New York. Depuis 2009, les électeurs de Staten Island ont la possibilité d'élire 5 juges à la Cour suprême de l'État de New York.
Lors des élections municipales à New York, Staten Island est traditionnellement très républicaine, la dernière fois qu'elle a voté démocrate pour le maire sortant Ed Koch, c'était en 1985. La forte participation républicaine à Staten Island est considérée comme l'un des principaux facteurs qui ont aidé Rudy Giuliani à gagner en 1993 contre le maire démocrate sortant David Dinkins, ainsi que Michael Bloomberg en 2001 contre Mark Green.

#### Sécession avec la ville de New York
La sécession de la ville de New York est depuis longtemps une question brûlante à Staten Island. La "Grande Ville" existe grâce aux actions de la législature de l'État de New York et, en tant que telle, pourrait être réduite par le même mécanisme. Un référendum non contraignant a été organisé en 1993 afin de déterminer s'il convenait de l'autoriser à se séparer de la ville. Le gouvernement de la ville de New York et le maire David Dinkins se sont opposés au vote, soutenant que le référendum ne devait pas être autorisé par l'État, à moins que la ville ne publie un message d'autonomie le soutenant, ce qu'elle n'a pas fait. Le gouverneur Mario Cuomo n'était pas d'accord et le vote a eu lieu. Finalement, 65 % des habitants de Staten Island ont voté en faveur de la sécession, par l'approbation d'une nouvelle charte municipale faisant de Staten Island une ville indépendante, mais la mise en œuvre a été bloquée à l'Assemblée de l'État.
Le mouvement de sécession de Staten Island a été désamorcé par l'élection de Rudy Giuliani au poste de maire de New York lors du même scrutin. Il avait fait campagne en promettant que les griefs de Staten Island seraient pris en compte. La pluralité de Giuliani lors de sa courte victoire sur Dinkins a été favorisée par le soutien massif de Staten Island. Deux des principales revendications de l'arrondissement étaient la fermeture de la décharge de Fresh Kills et la gratuité du Staten Island Ferry, ce qui a été fait. Cependant, après l'élection de Bill de Blasio en tant que maire en 2013 et le succès du vote du Brexit au Royaume-Uni en 2016, l'intérêt pour la sécession a été ravivé. En 2019, le conseiller municipal de New York Joe Borelli a annoncé son intention de présenter une autre série de projets de loi pour étudier la faisabilité de la sécession.

## Tourisme
En 2009, le président de l'arrondissement, James Molinaro, a lancé un programme visant à accroître le tourisme sur Staten Island. Ce programme comprend un nouveau site Internet, une vidéo intitulée "Staten Island Attractions" qui est diffusée dans les gares maritimes de Staten Island et de Manhattan Whitehall, ainsi que des kiosques d'information dans les gares, qui fournissent des informations imprimées sur les attractions, les divertissements et les restaurants de Staten Island. Il a attiré 80 000 visiteurs de 145 pays, soit une moyenne de 200 visites par jour. Une mise à jour complète de la page a été effectuée en 2012.
Empire Outlets New York City est un complexe commercial de 33 000 m2 construit dans le quartier St. George de Staten Island. Empire Outlets propose 100 magasins de marque. Il s'agit du premier centre commercial de la ville de New York. George Terminal, un important centre de ferries, de trains et de bus. En août 2023, à cause de difficultés finanicère, le complexe sera vendu aux enchères.
Le quartier des arts de Staten Island est situé dans la région du North Shore, avec de nombreux endroits où l'on peut voir de la musique et faire l'expérience de l'art. Le Snug Harbor Cultural Center and Botanic Gardens (1000 Richmond Terrace) abrite le Staten Island Museum, le Staten Island Children's Museum, Heritage Farm, la Newhouse Gallery, le Chinese Scholar's Garden et le Great Hall. Le St. George Theater est un théâtre historique situé à quelques pas du ferry et qui accueille de nombreux artistes musicaux en tournée. ArtSpace, situé à Navy Pier Court, est géré par le conseil artistique local et propose des expositions d'artistes locaux. La seule station de radio communautaire de Staten Island, Maker Park Radio, est située dans le quartier Stapleton de Staten Island. La Alice Austin House est un monument historique et une galerie de photographie avec vue sur Manhattan. Bien que Staten Island manque de salles de spectacle, on peut voir de nombreux artistes de musique en direct dans les restaurants et espaces locaux la plupart des week-ends. L'île compte également de nombreux théâtres.
Staten Island est connue comme l'arrondissement des parcs en raison de ses nombreux parcs. Certains parcs bien connus sont Clove Lakes, Silver Lake, Greenbelt et High Rock. Moses Mountain, une colline connue pour sa vue sur l'arrondissement, est l'endroit où Robert Moses voulait construire la Richmond Parkway avant que des protestations ne fassent échouer ce projet.

## Culture

### Initiatives locales de soutien aux arts
Les artistes et les musiciens se sont installés sur la rive nord de Staten Island afin d'être à proximité de Manhattan tout en disposant d'un espace suffisamment abordable pour vivre et travailler,. Les cinéastes, dont la plupart travaillent de manière indépendante, jouent également un rôle important dans la scène artistique de Staten Island, qui a été reconnue par le gouvernement local. Staten Island Arts (anciennement The Council on the Arts and Humanities for Staten Island) est le conseil local des arts de Staten Island et aide à soutenir les artistes locaux et les organisations culturelles avec des subventions, des ateliers, des programmes folkloriques et artistiques dans l'éducation, et des actions de sensibilisation. Conçu par la Staten Island Economic Development Corporation pour présenter des films indépendants et internationaux à un public large et diversifié, le Staten Island Film Festival (SIFF) a tenu son premier festival de quatre jours en 2006.

### Attractions

#### Village historique
Historic Richmond Town est le village d'histoire vivante et le complexe muséal de la ville de New York. Les visiteurs peuvent y découvrir la diversité de l'expérience américaine, en particulier celle de Staten Island et de ses communautés voisines, de la période coloniale à nos jours. Le village occupe 100 000 m2 d'un site de 0,40 km2. Il comprend une quinzaine de bâtiments restaurés, dont des maisons, des bâtiments commerciaux et civiques, ainsi qu'un musée.

#### Zoo
L'île abrite le zoo de Staten Island. La construction du zoo a commencé en 1933 dans le cadre du programme de travaux du gouvernement fédéral sur un domaine de trois hectares légué à la ville de New York. Il a ouvert ses portes le 10 juin 1936, devenant ainsi le premier zoo des États-Unis à se consacrer spécifiquement à une mission éducative. À la fin des années 1960, le zoo possédait la collection de serpents à sonnettes la plus complète au monde, avec 39 variétés.

#### Musées
Le Snug Harbor Cultural Center, le Alice Austen House Museum, le Conference House, le Garibaldi-Meucci Museum, le Historic Richmond Town, le Jacques Marchais Museum of Tibetan Art, la Noble Maritime Collection, le Sandy Ground Historical Museum, le Staten Island Children's Museum, le Staten Island Museum et le Staten Island Botanical Garden, qui abrite le New York Chinese Scholar's Garden, se trouvent tous sur l'île.
Le National Lighthouse Museum a récemment entrepris un important projet de collecte de fonds et a ouvert ses portes en 2012, et le Staten Island Museum (art, science et histoire) prévoit d'ouvrir une nouvelle succursale à Snug Harbor d'ici 2014.

#### Manoir
La Seguine Mansion, également connue sous le nom de Seguine-Burke Mansion, est située sur Lemon Creek, près de la rive sud de Staten Island. Cette maison de style néo-grec est l'un des rares exemples de la vie au XIXe siècle à Staten Island. Elle est inscrite au Registre national des lieux historiques et est membre du Historic House Trust. C'est une attraction sous-estimée, qui abrite des paons et un centre équestre.

### Presse
Le journal local de Staten Island est The Staten Island Advance. Le journal possède également un site web affilié appelé silive.com.

### Cinéma
Parmi les films tournés partiellement ou entièrement à Staten Island, on peut citer :
- Mafia Blues
- Intrusion
- Bad Hurt
- Un homme d'exception

### Littérature
- Le poète de la Première Guerre mondiale Alan Seeger, qui a combattu avec la Légion étrangère et qui a été tué lors de la bataille de la Somme, auteur de I Have a Rendezvous with Death, a grandi à St. Marks Place au-dessus de l'arrêt de ferry sur Staten Island dans la dernière décennie du XIXe siècle. Son poème The Old Lowe House décrit la propriété qui deviendra Low Terrace, St. George[68].
- Ki Longfellow est né sur l'île. Longfellow est l'auteur de The Secret Magdalene et d'autres livres. Ses romans noirs historiques de Sam Russo sont basés à Stapleton et dans les environs.
- Lois Lowry, l'auteur de The Gossamer, The Giver et de nombreux autres livres, a fréquenté l'école à Staten Island.
- L'écrivain Paul Zindel a vécu à Staten Island pendant sa jeunesse et y a écrit la plupart de ses romans pour adolescents.
- George R. R. Martin, auteur de Game of Thrones, a donné la forme du lieu nommé Port-Réal sur base de la vue qu'il avait de Staten Island depuis sa maison d'enfance à Bayonne, dans le New Jersey[69].

### Musique
Staten Island possède également une scène musicale locale. Les salles de spectacle du North Shore font partie du mouvement artistique mentionné plus haut. Les groupes locaux comprennent de nombreux groupes punk, ska, punk hardcore, indie, métal et pop punk. Staten Island est connue internationalement pour sa culture hip-hop grâce au groupe Wu-Tang Clan, acclamé par la critique.

### Télévision
La chaîne d'information câblée Spectrum NY1 diffuse une émission hebdomadaire intitulée This Week on Staten Island (Cette semaine à Staten Island).
Une série documentaire, A Walk Around Staten Island with David Hartman and Barry Lewis, a été diffusée pour la première fois sur la chaîne de télévision publique WNET le 3 décembre 2007. Les animateurs présentent la culture et l'histoire de Staten Island, y compris les principales attractions telles que le Staten Island Ferry, le quartier historique de Richmondtown, le Conference House, le Snug Harbor Cultural Center et son Chinese Scholars Garden, et bien d'autres sites encore.
La sitcom Grounded for Life (2001-2005), diffusée sur Fox et Warner Bros, était centrée sur une famille d'origine irlandaise vivant à Staten Island.
Les quatre membres de l'équipe de l'émission de télé-réalité Impractical Jokers (2011-), diffusée sur truTV, sont tous originaires de Staten Island. Joe Gatto, James "Murr" Murray, Brian "Q" Quinn et Sal Vulcano sont quatre amis qui se sont rencontrés au lycée Monsignor Farrell, où ils ont formé la troupe d'improvisation The Tenderloins. Impractical Jokers comporte de nombreuses références à Staten Island et les tournages ont souvent lieu dans le quartier. Le 6 février 2023, l'arrondissement a déclaré le premier lundi de chaque mois de février "Journée des Impractical Jokers" en l'honneur de la série,.
La série comique d'horreur What We Do in the Shadows (2019-) de FX est centrée sur un groupe de vampires qui vivent à Staten Island. Le fait qu'ils vivent à Staten Island et non pas plus au centre de New York est une blague courante dans la série, et leurs tentatives de prendre le contrôle de l'ensemble de l'arrondissement n'ont abouti qu'à cinq maisons, selon le groupe.

### Théâtre
George Theatre est un centre culturel qui accueille des programmes éducatifs, des visites architecturales, des tournages pour la télévision et le cinéma, des concerts, des comédies, des tournées de Broadway et des spectacles pour enfants, grands et petits. Parmi les artistes qui s'y sont produits, citons les B-52's, les Jonas Brothers, Tony Bennett et Don McLean. En 2012, la série musicale Smash de la chaîne NBC y a tourné plusieurs scènes.
Le Ritz Theater de Port Richmond, un cinéma et un lieu de vaudeville aujourd'hui transformé en salle d'exposition de bricolage, a autrefois accueilli les plus grands noms du rock and roll et du show-business. Le théâtre a été construit par Isle Theatrical et a ouvert ses portes en 1924. De 1970 à 1972, le théâtre a conclu un accord avec un club de Manhattan qui lui permettait d'accueillir les plus grands noms, dont beaucoup font aujourd'hui partie du Rock and Roll Hall of Fame,.
Le Stadium Theatre était un cinéma de 1 037 places situé à Tottenville de 1927 à 1957. En janvier 1969, il a rouvert ses portes sous le nom de New Stadium Theatre et était un lieu de concerts de rock, mais dans les années 1970, il était devenu le site d'une patinoire.
Le Lane Theater de New Dorp a ouvert ses portes le 10 février 1938 et était exploité par Charles, Lewis et Elias Moses,. L'intérieur du théâtre est classé depuis novembre 1988. À partir de 1998, plusieurs concerts y ont été organisés et le théâtre a brièvement accueilli la boîte de nuit "The EleMent" en 2001. Après la fin des travaux de rénovation à l'été 2009, le Uncle Vinnie's Comedy Club y a ouvert ses portes jusqu'en 2011. En 2012, le bâtiment a accueilli l'église Crossroads.

### Sports

#### Baseball
Les Staten Island Yankees ont joué dans la New York-Penn League de 1999 à 2020 ; l'équipe était affiliée aux Yankees de New York en classe A avant d'être éliminée lors de la restructuration des ligues mineures de baseball. Les Yankees ont déclaré qu'ils espéraient contribuer à la création d'une nouvelle équipe pour Staten Island dans la ligue indépendante Atlantic League. Staten Island est maintenant le siège de la ligue mineure Staten Island FerryHawks de l'Atlantic League et joue ses matchs à domicile au Staten Island University Hospital ballpark.
Les New York Metropolitans de l'American Association jouent au baseball à Staten Island d'avril 1886 à 1887. Erastus Wiman, le promoteur de St. George, fait venir l'équipe à Staten Island dans un stade appelé St. George Grounds, près du site de l'actuel Richmond County Bank Ballpark des Staten Island Yankees et du terminal du ferry de Staten Island.
La Mid-Island Little League de Staten Island a remporté les Little League World Series de 1964 à Williamsport, en Pennsylvanie. Trois équipes de la Mid-Island Little League et six équipes de Staten Island ont atteint le tournoi depuis sa création en 1947. La Staten Island Little League a été la première Little League de l'île. Ses "pères fondateurs", Buddy Cusack, Jiggs Seaman, John Marino, Joe Darcy Sr, Joe "Babe" Darcy Jr, Ed Elliott et Jim Darcy, ont construit Hy Turkin Field (et d'autres terrains) à Dongan Hills et ont été intronisés en tant que groupe au Staten Island Sports Hall of Fame.

#### Basket-ball
En 2015, le New York Post a répertorié l'équipe de basket-ball de Staten Island de tous les temps comme : Warren Fenley, Kyle McAlarney, Bill Murtha, Kevin O'Connor, Kenny Page. En 2014, McAlarney était le meilleur marqueur de l'histoire de Staten Island avec 2 566 points.

#### Bowling
Staten Island a accueilli un certain nombre de champions nationaux et de joueurs de bowling de classe mondiale, notamment Mark Roth, Johnny Petraglia, Mary Ontek, Ben McNevich, Dom LaBargo et Joseph Berardi,. Roth, Petraglia et Berardi font partie du Temple de la renommée de l'Association des joueurs de bowling professionnels (Professional Bowlers Association, PBA).

#### Boxe
Le Daily News Golden Gloves Tournament a débuté en 1927. On pense qu'Eppie Alonzo, qui vivait et s'entraînait au Mount Loretto Home for Boys, est le premier habitant de Staten Island à avoir remporté un championnat des Daily News Golden Gloves. Alonzo a remporté sa division en 1949 et à nouveau en 1950. D'autres habitants de Staten Island ont remporté un championnat de gants d'or du Daily News : Gabe Perillo Jr (1974), Kevin Rooney (1975), Al Tobe (1975), Johnny Verderosa (1975, 1976), Gary Stark Jr (2000, 2001, 2002), Amanda Walsh (2008), Nafisa Umarova (2012), Chad Trabuscio (2012), Anthony Caramanno (2008, 2010, 2012).

#### Athlétisme universitaire
Les Seahawks du Wagner College participent aux compétitions sportives de la Division I de la NCAA et sont membres de la Northeast Conference (NEC). P. J. Carlesimo, entraîneur de la National Basketball Association (NBA), a entraîné l'équipe masculine de basket-ball de 1976 à 1982. Terrance Bailey a été le meilleur marqueur de la Division I de la NCAA en 1985-1986. Rich Kotite, ancien joueur et entraîneur de la NFL, a joué comme tight end dans l'équipe de football de Wagner dans les années 1960.
Les Dolphins du College of Staten Island participent aux compétitions sportives de la Division II de la NCAA. Le College of Staten Island Baseball Complex a accueilli les Staten Island Yankees jusqu'en 2001.

#### Cricket
Le Staten Island Cricket Club, fondé en 1872, est le plus ancien club de cricket en activité aux États-Unis.

#### Football américain
Staten Island avait une équipe de la National Football League (NFL), les Stapletons, également connus sous le nom de Stapes. L'équipe était basée à Stapleton au Thompson Stadium, situé sur le site actuel de la Berta A. Dreyfus Intermediate School 49 et des Stapleton Houses. L'équipe a joué dans la ligue de 1929 à 1932, battant deux fois les New York Giants et une fois les Chicago Cardinals. Au cours de la saison 1932 de la NFL, les Stapleton, derniers de la NFL, ont joué contre les Chicago Bears, futurs champions de la saison, pour un score nul et vierge. Ken Strong, membre du Temple de la renommée du football, a joué pour les Stapletons.
Les joueurs suivants de la NFL sont nés à Staten Island : Joe Andruzzi (1998-2006), Frank Ferrara (2001-2003), James Jenkins (1991-2000), David Richards (1988-1996), Joseph Ryan (1960), Lewis Sanders (2000-2007), Mike Siani (1972-1980), Frank Umont (1944-1948, puis arbitre MLB 1954-1973),. Les entraîneurs de la NFL Kevin Coyle et Lou Anarumo sont également nés à Staten Island.
Les New York Predators de la Ligue régionale de football américain semi-professionnelle ont élu domicile à Staten Island depuis leur création en 1998. Propriété de Bill Simo, ils jouent la plupart de leurs matchs à domicile au St. Peter's H.S.

#### Golf
Staten Island compte quatre terrains de golf. La Tourette, Silver Lake et South Shore sont publics, tandis que le Richmond County Country Club est le seul country club privé de la ville de New York. Le New York City Amateur est organisé chaque année sur le parcours de La Tourette par la Staten Island Golf Association.
Selon certaines estimations, Staten Island a accueilli près d'une douzaine de terrains de golf :
- Le Harbour Hills Golf Links, situé près de Brighton, Lafayette et Prospect Avenue à New Brighton, a ouvert ses portes en 1878 et on dit qu'il a organisé les premiers tournois de golf de l'île[100]. En 1898, le club ouvre un nouveau clubhouse en face du Brighton Heights Inn, le long de Castleton Avenue[100]. En 1904, le Brooklyn Daily Eagle Almanac rapporte que le club compte 250 membres et a été officiellement constitué en 1896[101]. Aujourd'hui, la plus grande partie de la propriété est connue sous le nom de Goodhue Park et Allison Pond Park.
- Le Clovena Club se trouvait à proximité de Clove Road et Victory Boulevard en 1897[102].
- Le Staten Island Cricket and Base Ball Club possédait un parcours à Livingston et était un membre fondateur de la Metropolitan Golf Association. En plus du nom " baseball ", il est également mentionné dans les journaux de l'époque comme Staten Island Country Club et Staten Island Cricket Club. Comme d'autres clubs passant du cricket au golf, l'organisation a achevé la planification de ce qui allait devenir le Fox Hills Golf Course en identifiant le site de 110 acres (45 ha) et en engageant un architecte, mais elle a abandonné le golf en 1899.
- Le Fox Hills Golf Course a été l'un des premiers véritables 18 trous de l'île. Il a ouvert ses portes en 1900 avec plus de 200 membres et en comptait près de 275 en 1904. Fox Hills était semi-privé et attirait des joueurs de la région métropolitaine de New York à son emplacement à Clifton, entre Vanderbilt Avenue et Targee Street, où son clubhouse était l'un des plus grands du pays. L'architecte de golf prolifique Tom Bendelow fut choisi pour développer le tracé original du parcours[103]. Le professionnel en chef de Fox Hills, l'Écossais Isaac Mackie, travailla avec Walter Travis en 1906 pour réorganiser le parcours de golf, et en 1928, Donald Ross y apporta d'autres changements. Mackie a participé à au moins 12 Opens américains entre 1901 et 1921, et a remporté le Eastern PGA Championship en 1908 à Fox Hills. De 1899 à 1926, le Staten Island Amateur était joué chaque année à Fox Hills ou au Richmond County Country Club. Comme de nombreux terrains de golf privés de cette époque, la Grande Dépression, ainsi que le nombre croissant de terrains publics, ont contribué à la fin du club et Fox Hills a fermé ses portes en 1935[104],[105],[106],[107].
- Le Tysen Manor Golf Course, situé sur un terrain de 40 hectares entre le boulevard Hylan, Mill Road, New Dorp Lane et Tysens Lane, existe de 1928 à 1936. Le terrain était exploité par Henry H. Nutt. La Tavern on the Green, un restaurant qui a fermé ses portes en 1976, était à l'origine le clubhouse du terrain de golf, près de l'emplacement de l'actuel bureau de poste sur le boulevard Hylan[108].
- Le parcours de golf du Mayflower Country Club, conçu par Devereux Emmet avec Alfred H. Tull[109],[110], a été construit sur un terrain de 147 acres (59 ha) à Huguenot en 1928[111],[112]. Le club avait des projets d'installations sportives qui comprenaient une piscine intérieure et des courts de tennis, mais le financement des membres s'est tari après l'effondrement du marché boursier en 1929. Néanmoins, Frank B. Sterner & Co. construit le clubhouse du country club pour 200 000 dollars en 1930, et le premier championnat annuel du club est organisé en septembre 1931. La ville de New York reprit le site en 1966 et ouvrit le South Shore Golf Course en 1967[113].
- Le Willowbrook State School Golf Course était un parcours de 9 trous sur Forest Hill Road, ouvert en mai 1945 et fermé dans les années 1960. La section métropolitaine de l'Association des golfeurs professionnels d'Amérique (PGA) a financé la construction du parcours de golf de l'hôpital général Halloran pour soutenir l'armée américaine et l'effort de guerre. Robert Trent Jones Sr. a conçu un parcours composé uniquement de par-3 sur 23 acres (9,3 ha). Jones a modelé les trous sur ce qu'il pensait être les grands par-3 du monde et le parcours unique a ouvert avec des critiques élogieuses[114],[115]. Bill Britton, vainqueur d'un tournoi sur le PGA Tour, et Jim Albus, vainqueur de plusieurs tournois sur le PGA Tour Champions, ont appris le jeu à Staten Island. Tous deux ont remporté le prestigieux Metropolitan Open. Albus était le professionnel en chef à La Tourette et a remporté le Senior Players Championship. Carolyn Cudone, qui a grandi à Staten Island, a remporté cinq championnats amateurs féminins seniors d'affilée entre 1968 et 1972, ce qui représente le plus grand nombre de victoires consécutives pour un individu dans un championnat de l'United States Golf Association (USGA). Frank Esposito, qui a appris le golf à Staten Island, a remporté le tournoi national de qualification du PGA Tour Champions en 2014[116]. Sean Kelly, un golfeur régulier au Silver Lake Golf Course, a remporté les honneurs de la médaille lors de la première et de la deuxième étape du tournoi de qualification du Web.com Tour en 2018[117]. Frank Hannigan était le directeur exécutif de l'USGA et un analyste de golf à la télévision pour ABC. Il a écrit pour le Staten Island Advance en tant que chroniqueur de golf et a joué un rôle influent dans l'organisation de l'US Open à Shinnecock Hills et Bethpage State Park, et a encouragé la création du New York City Amateur[118]. Joe Moresco, originaire de Staten Island, a été président de la section métropolitaine de la PGA en 1969 et 1970, a été le professionnel de l'année de la section en 1971 et est membre du Temple de la renommée de la section métropolitaine de la PGA, au même titre que Jim Albus[119].

#### Hockey sur glace
Les joueurs suivants de la Ligue nationale de hockey (LNH) sont nés à Staten Island : Nick Fotiu, Kevin Labanc, Zach Aston-Reese, Joe Gambardella.

#### Sports mécaniques
De 1953 à 1972, des courses de stock-cars sont organisées chaque semaine, de mai à octobre, sur un circuit asphalté de 1/5e de mille situé à Staten Island. La laiterie locale, propriété de la famille Weissglass, a financé le promoteur Gabe Rispoli à hauteur de 700 dollars afin qu'il puisse apporter des améliorations à une installation sportive existante qui est devenue le stade Weissglass,.
L'International Speedway Corporation (ISC) avait un projet controversé de construction d'un circuit de course de 82 000 places sur l'île qui accueillerait des courses de la National Association for Stock Car Auto Racing (NASCAR) d'ici 2010. L'ISC a abandonné le projet en 2006 pour des raisons financières et a vendu la parcelle de 676 acres (274 ha) en 2013.

##### Olympiens
Les insulaires suivants se sont qualifiés pour participer aux Jeux olympiques :
- John Henry Lake (1900 : cyclisme, médaille de bronze)
- Abel Kiviat (1912 : athlétisme - 1500 mètres, médaille d'argent) ; détenteur du record du monde
- Frankie Genaro (1920 : boxe - poids mouche, médaille d'or)
- Carl Borack (1972 : Escrime - fleuret masculin par équipe)
- Marilyn King (1972 : Athlétisme - Pentathlon ; 1976 : Athlétisme - Pentathlon ; 1980 : Athlétisme - Pentathlon)
- Bill Jankunis (1976 : athlétisme - saut en hauteur)
- Ray Rudolph (1980 : Handball)
- Dominick Minicucci (1988 : gymnastique ; 1992 : gymnastique)
- Robert Pipkins (1992 : luge ; 1994 : luge)
- Silvia Fontana (2002 : patinage artistique, 2006 : patinage artistique)
- Marcus Browne (2012 : boxe - poids lourds légers)
- Gary di Silvestri (2014 : ski de fond - 15 kilomètres classique)
- Robby Andrews (2016 : athlétisme - 1500 mètres)
- Krystal Lara (2020 : natation - 100 mètres dos ; natation - 200 mètres dos) Elmer Ripley, membre du Basketball Hall of Fame et originaire de Staten Island, a entraîné les équipes olympiques de basket-ball d'Israël (1956) et du Canada (1960)[125].

#### Course à pied
Le marathon de New York est une course à pied qui se déroule sur un parcours de 42,2 km à travers les cinq arrondissements de la ville de New York. Le marathon commence chaque année à Staten Island.
L'Ocean Breeze Track and Field Athletic Complex est une piste d'athlétisme couverte ultramoderne située dans l'Ocean Breeze Park, qui fait partie de la section South Beach de Staten Island. Le 19 novembre 2015, le complexe est devenu la première installation aux États-Unis à être reconnue comme une installation certifiée par la Fédération internationale d'athlétisme amateur (IAAF). Projet dans le cadre de l'initiative Design Excellence du maire Bloomberg, le complexe d'athlétisme a été conçu dans le cadre du parc régional PlaNYC Ocean Breeze, d'une superficie de 110 acres.  Le projet, lancé en 2007, a connu plusieurs retards, notamment un recul de quatre mois dû à l'ouragan Sandy qui a révélé la vulnérabilité des générateurs, des transformateurs et des salles de contrôle électronique, qui ont tous dû être surélevés pour éviter les inondations dues à l'onde de tempête.

#### Tennis
Le tennis aurait fait ses débuts aux États-Unis à Staten Island. Le premier championnat national américain a été disputé au Staten Island Cricket and Baseball Club (aujourd'hui connu sous le nom de Staten Island Cricket Club) en septembre 1880. Le tennis a été introduit à Staten Island par Mary Ewing Outerbridge.
Robert "Bob" Duffield Wrenn, quatre fois champion des États-Unis en simple et l'un des premiers intronisés au Temple de la renommée du tennis international, était membre du Richmond County Country Club. Son frère George Wrenn et son ami Arthur E. Foote en étaient également membres.

## Éducation

### Écoles publiques
Les écoles publiques non privées de l'arrondissement sont gérées par le département de l'éducation de la ville de New York, le plus grand système scolaire public des États-Unis.
Les collèges publics comprennent les Intermediate Schools 2, 7, 24, 27, 30, 34, 49, 51, 61, 72 et 75 ; et 861, une école de la maternelle à la huitième année ; ainsi qu'une partie de l'école Petrides (qui va de la maternelle au lycée).
Les écoles secondaires publiques sont les suivantes :
- College of Staten Island High School for International Studies (Collège de Staten Island)
- Curtis High School
- Gaynor McCown Expeditionary Learning School (école d'apprentissage expéditionnaire)
- Lycée New Dorp
- Lycée Petrides
- Lycée Port Richmond
- Lycée Ralph R. McKee CTE
- Lycée technique de Staten Island
- Lycée Susan E. Wagner
- Lycée de Tottenville

### Écoles privées
- La Staten Island Academy est la seule école primaire privée indépendante (non publique, non religieuse) de l'île et l'une des plus anciennes du pays.

#### Chrétiennes non confessionnelles
- Gateway Academy (mixte)

#### Catholiques
- Monsignor Farrell High School (garçons)
- Moore Catholic High School (mixte)
- Notre Dame Academy (New York) (filles)
- Joseph by the Sea High School (mixte)
- Joseph Hill Academy (filles)
- Peter's Boys High School (garçons)

#### Islamique
- Miraj Islamic School (mixte)

#### Juives
- École de la Fondation juive (mixte)
- Mesivtha Tifereth Jerusalem, campus de Staten Island (garçons)
- Yeshiva Merkaz HaTorah (garçons et filles séparés)

### Collèges et universités
- Le College of Staten Island est l'un des onze senior colleges de la City University of New York (CUNY). Il propose des diplômes d'associé et de licence, ainsi que des études de maîtrise et de doctorat.
- Le Wagner College est un établissement privé mixte d'arts libéraux qui compte 2 000 étudiants de premier cycle et 500 étudiants de deuxième cycle.
- John's University possède un campus à Staten Island. Il s'agit d'une université catholique privée et mixte.

## Transport

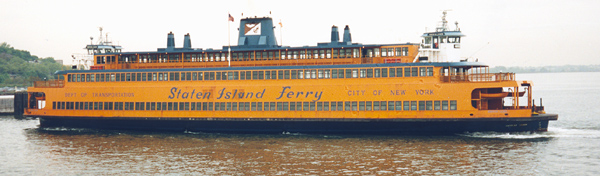
Le ferry de Staten Island.

Un service de ferry assure gratuitement des liaisons depuis le St. George Terminal (en) au nord-est de l'île jusqu'au Staten Island Ferry Whitehall Terminal près de Battery Park, dans l'extrême sud de Manhattan.
L'île est desservie par un réseau de transport métropolitain d'un type proche de celui du métro de New York baptisé Staten Island Railway constituée d'une seule ligne (la MTA) qui traverse Staten Island du nord au sud. Celle-ci n'est plus connectée au reste du réseau du New Jersey, cependant des projets de fusion avec le métro New-Yorkais existent.
Staten Island est reliée au continent (New Jersey), par le pont de Bayonne qui franchit le Kill Van Kull, le pont Goethals (en) et le Outerbridge Crossing (en) qui traversent l'Arthur Kill, ainsi qu'à Long Island (Brooklyn) par le pont Verrazzano-Narrows qui franchit The Narrows.
L'Interstate 278 parcourt l'île d'est en ouest entre le pont Goethals et le pont Verrazzano-Narrows, sous le nom de Staten Island Expressway.

### Ponts
Staten Island est reliée au New Jersey par trois ponts routiers et un pont ferroviaire. L'Outerbridge Crossing vers Perth Amboy, New Jersey, est à l'extrémité sud de la New York State Route 440, et le Bayonne Bridge vers Bayonne, New Jersey, est à l'extrémité nord de NY 440 ; les deux extrémités de NY 440 se poursuivent dans le New Jersey sous le nom de Route 440. Le pont Goethals, qui porte l'Interstate 278, relie Elizabeth, dans le New Jersey, à l'autoroute de Staten Island. Juste au nord du Goethals Bridge, le Arthur Kill Vertical Lift Bridge transporte des marchandises entre la partie nord-ouest de l'île et Elizabeth, dans le New Jersey. La Staten Island Expressway est reliée à Brooklyn par le pont Verrazzano-Narrows, sur lequel passe la I-278. Les piétons peuvent accéder à Staten Island par un sentier sur les ponts de Bayonne et de Goethals.
De 1964 à 1977, Staten Island a abrité les plus longs ponts à levage vertical, ponts à arc en acier et ponts suspendus du monde : le pont à levage vertical Arthur Kill, le pont de Bayonne et le pont Verrazzano-Narrows, respectivement. Le Arthur Kill Bridge détient toujours le titre de plus long pont à levage vertical, tandis que les ponts de Bayonne et de Verrazzano sont aujourd'hui les 5e et 14e plus longs dans leurs catégories respectives.

### Routes
En 2015, 82 % des ménages de Staten Island possédaient une voiture, soit le taux le plus élevé de tous les arrondissements. Contrairement aux quatre autres arrondissements, Staten Island n'a pas de grand réseau routier numéroté. Le réseau de New Dorp comporte quelques rues numérotées, mais elles ne se croisent pas avec des avenues numérotées. Certains quartiers classent les noms de leurs rues par ordre alphabétique. Outre les autoroutes de l'île (I-278, NY 440, Korean War Veterans Parkway), les quartiers de l'arrondissement sont reliés par un certain nombre de routes à forte circulation, dont le Hylan Boulevard, la plus longue rue de la ville de New York.

### Transports en commun
À partir de 2021, les transports publics sur l'île se limitent à :
- Département des transports de la ville de New York (Staten Island Ferry)
- Hornblower Cruises (NYC Ferry - itinéraire St. George)
- Le service ferroviaire de Staten Island Railway de St. George à Tottenville
- MTA Regional Bus Operations (service local sur Staten Island, y compris certains services vers Brooklyn ; et service express vers Manhattan)

### Ferry
Le ferry de Staten Island est le seul moyen de transport direct entre Staten Island et Manhattan, soit un trajet d'environ 25 minutes. Le terminal de St. George, ouvert pour la première fois en 1886, a été reconstruit en 1951, puis dans les années 2000. Le ferry est gratuit depuis 1997. Le Staten Island Ferry transporte plus de 60 000 passagers par jour. Il fonctionne 24 heures sur 24, 7 jours sur 7, toutes les 15 à 20 minutes pendant les heures de pointe en semaine, et toutes les 30 minutes à d'autres moments. Les ferries et leurs deux terminaux sont patrouillés par une combinaison du département des transports de la ville de New York, du département de la police de la ville de New York, des garde-côtes des États-Unis et d'entreprises de sécurité privées.
George Terminal et le West Side de Manhattan depuis août 2021, faisant escale à Battery Park City/Vesey Street et se terminant à Pier 79/Midtown West. Cette ligne est exploitée séparément du Staten Island Ferry et est payante.

### Trains
La Staten Island Railway, actuellement la seule ligne de chemin de fer pour passagers de l'arrondissement, traverse l'île 24/7 de son extrémité nord-est à son extrémité sud-ouest. La Staten Island Railway a été inaugurée en 1860 et a été détenue et exploitée par la Baltimore and Ohio Railroad (B&O) jusqu'au 1er juillet 1971, date à laquelle la ligne a été rachetée par la Metropolitan Transportation Authority. La Staten Island Railway a continué à avoir sa propre police ferroviaire, la Staten Island Rapid Transit Police, jusqu'en 2005, date à laquelle la force de police de 25 agents a été intégrée au Metropolitan Transportation Authority Police Department.
Staten Island est le seul arrondissement à ne pas être desservi par le métro de New York. Un tunnel de métro appelé Staten Island Tunnel a commencé à être construit en 1923, mais a été abandonné deux ans plus tard ; la partie achevée se trouve sous Owl's Head Park à Brooklyn. Aujourd'hui, un service de bus express est assuré par NYC Transit à travers Staten Island vers Lower Manhattan, Union Square, et Midtown Manhattan.
Un droit de passage de 8 km existe le long de la rive nord de Staten Island. La North Shore Branch of the Staten Island Railway a été construite, possédée et exploitée par la B&O, qui l'a utilisée pour le transport de passagers jusqu'en 1953. Elle est ensuite devenue une ligne de fret de la B&O jusqu'aux années 1980, date à laquelle le service a été interrompu. Des propositions ont été faites pour remettre en service l'emprise abandonnée pour le transport de passagers en tant que ligne ferroviaire ou pour le transport en commun rapide par bus.

### Bus
MTA Regional Bus Operations fournit des services de bus locaux et limités avec plus de 30 lignes à travers Staten Island. La plupart des lignes aboutissent au terminal St. George, dans le coin nord-est de l'arrondissement. Trois lignes (S53, S93 et S79 SBS) desservent Bay Ridge, Brooklyn, en passant par le pont Verrazzano. La ligne S79 SBS est la seule ligne de Select Bus Service dans l'arrondissement. Depuis le 4 septembre 2007, la MTA propose un service de bus entre Staten Island et Bayonne, dans le New Jersey, en passant par le pont de Bayonne via le bus à arrêt limité S89, ce qui permet aux passagers de rejoindre la station 34th Street du Hudson-Bergen Light Rail, offrant ainsi aux habitants de Staten Island un nouvel itinéraire vers Manhattan. Malgré la proximité de Staten Island avec le New Jersey, la ligne S89 est le seul itinéraire permettant de se rendre directement dans le New Jersey depuis Staten Island par le biais des transports publics.
Un service de bus express vers Manhattan (via le pont Verrazzano ou le pont Goethals) est également disponible pour un tarif de 6,75 dollars l'aller. Les lignes SIM1C, SIM3C, SIM4C et SIM33C sont les seules lignes express à circuler en dehors des heures de pointe en semaine.

### Transport ferroviaire de marchandises
Conrail Shared Assets Operations exploite un service de fret ferroviaire pour les clients de CSX Transportation et de Norfolk Southern Railway via Travis Branch, avec une installation ferroviaire intermodale à quai de 38 acres (15 hectares) sur la côte ouest de Staten Island, qui se connecte au National Rail System via le Arthur Kill Rail Bridge vers le New Jersey. Outre la gare de triage intermodale à quai, la ligne Conrail Staten Island Rail.

## Infrastructure

### Hôpitaux
Staten Island est le seul arrondissement à ne pas avoir d'hôpital géré par la ville de New York. Le Richmond University Medical Center et le Staten Island University Hospital sont gérés par le secteur privé.

### Prisons
Staten Island est le seul arrondissement à ne pas disposer d'un centre de détention majeur géré par le New York City Department of Correction. L'administration pénitentiaire ne gère que les prisons des trois palais de justice de Staten Island pour les détenus qui comparaissent devant les tribunaux. Les différents services de police de Staten Island disposent de prisons internes pour la détention après arrestation avant le transfert dans une prison correctionnelle d'un autre arrondissement.
Le shérif du comté de Staten Island a géré un système pénitentiaire sur Staten Island jusqu'en 1942, date à laquelle le système pénitentiaire de Staten Island a été transféré du département du shérif du comté au département des services correctionnels de la ville de New York, avant d'être fermé. En 1976, le département des services correctionnels de l'État de New York a ouvert le centre correctionnel Arthur Kill de Staten Island, qui a été fermé en 2011.

## Surnoms
Staten Island a acquis un certain nombre de surnoms au fil des décennies, certains liés au fait qu'elle est considérée comme un quartier secondaire par les autres habitants de la ville de New York. L'expression "arrondissement oublié" a été utilisée pour la première fois il y a près de 100 ans dans un article du New York Times citant un cadre de l'immobilier. L'expression a été davantage utilisée pendant le mouvement de sécession des années 1990, et est devenue plus courante à la suite de l'ouragan Sandy.
L'île a également été qualifiée de "borough of parks" (arrondissement des parcs) en raison de ses vastes étendues de parcs et d'espaces verts protégés,. L'île compte 12 300 acres de parcs protégés et plus de 170 parcs. Le groupe de hip-hop Wu-Tang Clan, originaire de Staten Island, a inventé le surnom de "Shaolin Land" (plus tard simplement Shaolin) pour Staten Island dans le cadre de son argot. Certains ont également pris l'habitude d'appeler l'île "The Rock", un surnom plus communément associé à Alcatraz, la première apparition de ce surnom dans la presse étant un article du New York Times en 2007.